# دائرة ترو دو نورد
دائرة ترو دو نورد هي إحدى الدوائر الأربع في الإدارة الشمال شرقية في هايتي ، بلغ عدد سكانها 104.582 حسب إحصائيات 2009 ، وتتبعها أربع بلديات ، ورمزها البريدي يبدأ بالرقم 23.
تضم الدائرة 4 بلديات:
- ترو دو نورد
- كاراكول
- سانت سوزان
- تيرييه روج